# ...E il cielo si aprì
...E il cielo si aprì (The Spaceships of Ezekiel) è un saggio scritto da Josef F. Blumrich, sulla presunta astronave osservata dal profeta Ezechiele, pubblicato in Germania nel 1973 da Econ Verlag, negli Stati Uniti d'America nel 1974 da Bantam Books e in Italia nel 1976 da MEB Editore.

## Storia editoriale
Dopo che ufologi come Erich von Däniken avevano ipotizzato la possibilità di interpretare la visione di Ezechiele come una avvistamento UFO, Blumrich decise di smentirne l'ipotesi. Tuttavia, un esame approfondito lo convinse che Ezechiele aveva in effetti visto un'astronave, e ha quindi realizzato disegni dettagliati dell'oggetto alieno. Ipotizzò, inoltre, che la tecnologia dei costruttori doveva essere alquanto superiore a quella dell'umanità al momento, e aggiunse che raramente si sentiva deliziato, soddisfatto e affascinato dall'essere stato smentito.

## Contenuti
Secondo Blumrich il racconto di Ezechiele contenuta nella Bibbia non era una descrizione di un incontro con Dio in una visione profetica, ma uno dei numerosi incontri con gli antichi astronauti su un'astronave da un altro pianeta.
Blumrich analizza sei differenti traduzioni della Bibbia in congiunzione con la sua esperienza in ingegneria e presenta una possibile versione delle visioni di Ezechiele, secondo cui Dio cavalchi un veicolo sofisticato in grado di vedere, assistito da angeli - presumibilmente gli mostrò il futuro e gli diede vari messaggi da consegnare. Nelle appendici del libro presenta le specifiche tecniche del presunto veicolo spaziale. Blumrich propose, inoltre, una ruota capace di muoversi non solo in avanti e indietro, ma anche lateralmente e la brevettò (US3789947A), conosciuta come Omnidirectional wheel.

## Accoglienza
Ronald Story scrisse, nel suo libro Guardians of the Universe? (1980), che "Blumrich aggiusta le sue citazioni bibliche un po' male per renderle conformi meglio all'interpretazione della sua astronave" e "The Spaceships of Ezekiel, in tutta onestà, possono essere descritte solo come una forma estrema di razionalizzazione, con una buona scorta di gergo tecnico, grafici e diagrammi, accuratamente studiati per impressionare il lettore medio. Il libro contiene una buona collezione di disegni impressionanti che non dimostrano altro che chi li ha preparati è un buon disegnatore". Jerome Clark, invece, scrisse che Blumrich "ha offerto uno sforzo creativo ma mal riposto per tradurre il racconto metaforico della Bibbia in un veicolo spaziale adeguatamente progettato".